# Società Ginnastica Fortitudo
La Società Ginnastica Fortitudo è una società polisportiva di Bologna, nata nel 1901. Nella sua lunga storia ha avuto sezioni dedicate alla maggior parte delle discipline sportive. Nel 1983 a Roma, è stata premiata dal C.O.N.I. con la Stella d’Oro al merito sportivo. Nel 2013 è stata insignita del Collare d'oro al merito sportivo.
Le sezioni attive sono calcio e ginnastica. Pallacanestro, baseball, rugby e tennistavolo sono ora sezioni autonome.

## Origini
Il Fondatore fu il sacerdote don Raffaele Mariotti, mosso dall'intenzione di utilizzare lo sport per la formazione dei giovani, non come ragione meramente ricreativa. Mariotti, nato il 2 Luglio 1867, era un sacerdote salesiano, cappellano della chiesa di Santa Maria Maddalena.

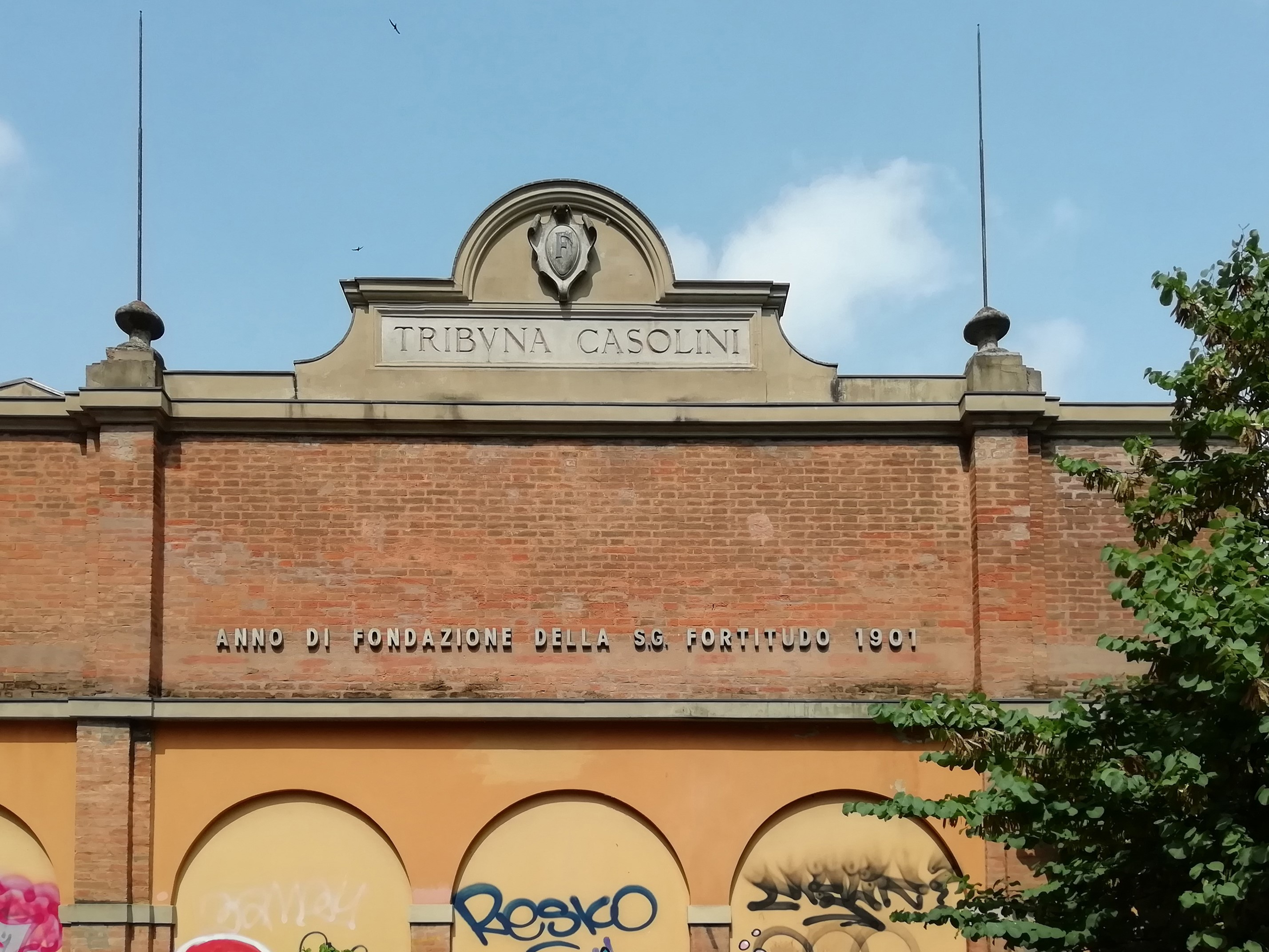
Resti della Tribuna Casolini

La prima struttura per queste attività fu creata nel 1890 in via Zamboni. Dopo alcuni trasferimenti, venne acquistato uno stabile in via Mascarella, grazie anche al cospicuo contributo della contessa Antonietta Malvasia. In zona Saragozza - Sant'Isaia, don Ignazio Dell'Eva creò un ricreatorio ed infine fu individuata la sede definitiva del campo da calcio, tuttora esistente, denominato “Salus”.
Il 3 ottobre 1901, in seno all'Opera dei ricreatori e da subito affidata alla Reale Federazione Ginnastica d'Italia, venne istituita la «Società Ginnastica Fortitudo». Nel 1902 venne acquistato il ricreatorio di Via San Felice, che divenne sede della Direzione generale dell'Opera dei ricreatori.

## Discipline

### Calcio
La sezione calcio venne fondata nel 1905, quando venne inaugurato il campo di via Vezza con un’amichevole contro il Verone F.C. Intorno al 1910 prese vita la sede storica, del Campo Salus, alle Mura di Porta Saragozza (oggi Via Frassinago 26); collocato in pieno centro storico, fu uno dei primi campi a Bologna dedicati al football. Qui fece i suoi esordi un giovanissimo Angelo Schiavio (348 partite e 241 reti) che vestì i colori bianco-blu nella stagione 1921-22 e nell’autunno del 1922 fu chiamato dall’allenatore Hermann Felsner a giocare nel Bologna.

### Pallacanestro
La disciplina per cui la SG Fortitudo è più celebre è sicuramente la pallacanestro. La sezione di questo sport fu fondata nel 1932. Fortitudo pallacanestro diventerà una delle principali società cestistiche italiane, vincendo 5 titoli nazionali.

### Rugby
La denominazione della squadra è Fortitudo 1901 Rugby ASD.